# هاري كير
هاري كير هو لاعب رماية كندي، ولد في 31 أغسطس 1856 في Ovingham ‏ في المملكة المتحدة، وتوفي في 17 يونيو 1936 في تورونتو في كندا.

## وصلات خارجية
- هاري كير على موقع أوليمبيديا (الإنجليزية)